# کوه‌های برفی (استرالیا)

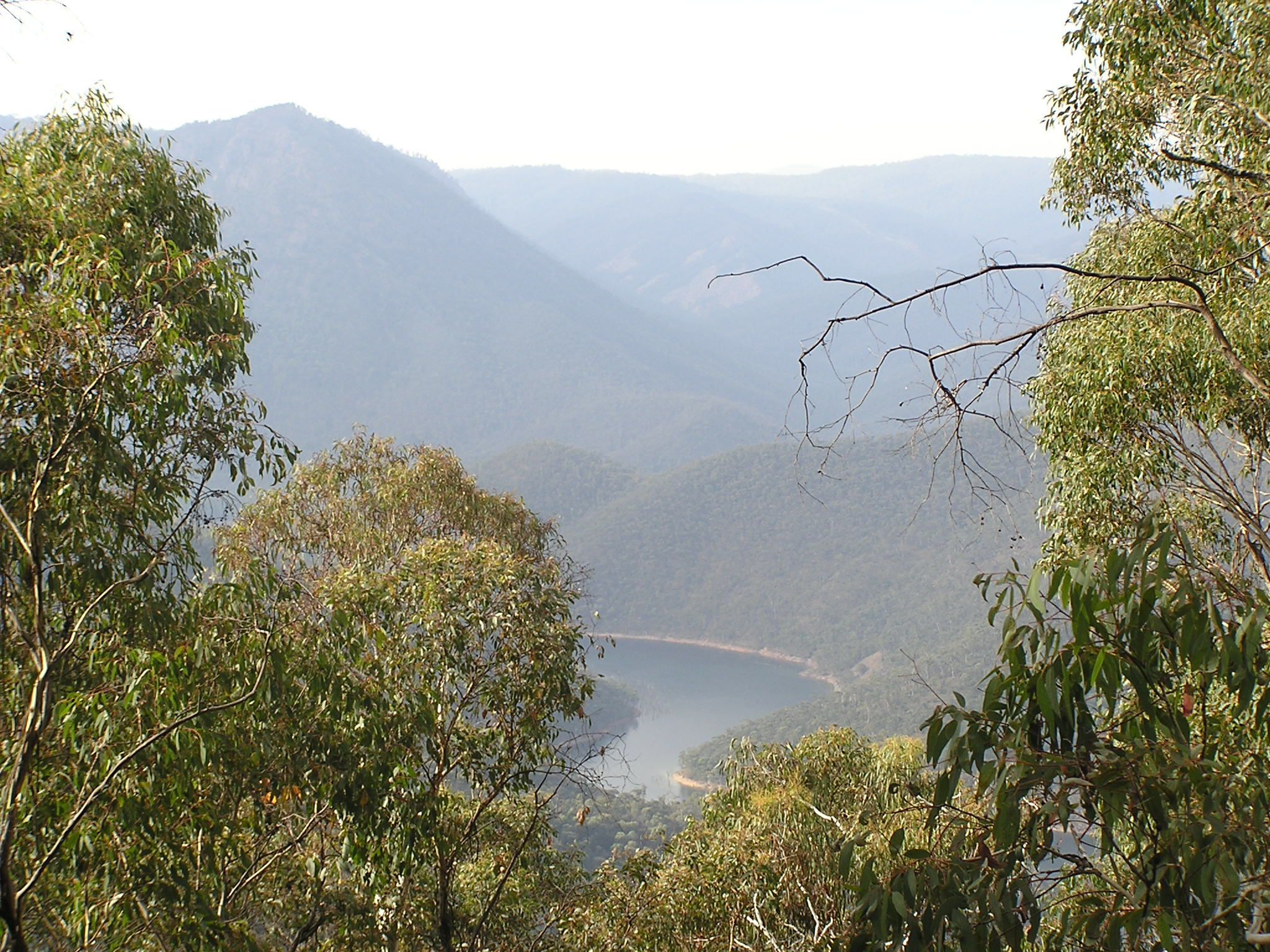
سد تالبینگو در کوه‌های برفی.

کوه‌های برفی (در انگلیسی: Snowy Mountains) بلندترین رشته کوه‌های کشور استرالیا به حساب می‌آیند. این کوه‌ها، در جنوب ایالت نیو ساوت ولز قرار گرفته‌اند و بخشی از رشته کوه‌های آلپ استرالیا در مجموعه کوه‌های جداکننده به حساب می‌آیند. بلندترین قله این منطقه قله کوزیوسکو است که با ۲۲۲۸ متر ارتفاع، بلندترین کوه در سراسر سرزمین اصلی استرالیا به حساب می‌آید. نام کوه‌های برفی از این رو به این ناحیه داده شده که تنها کوهستان استرالیاست که برفگیر است و هرساله در فصل زمستان امکان اسکی و ورزش‌های زمستانی در آن وجود دارد.

## پیوندها
- وبگاه گردشگری کوه‌های برفی
- کوه‌های برفی از ویکی‌پدیای انگلیسی

## نگارخانه

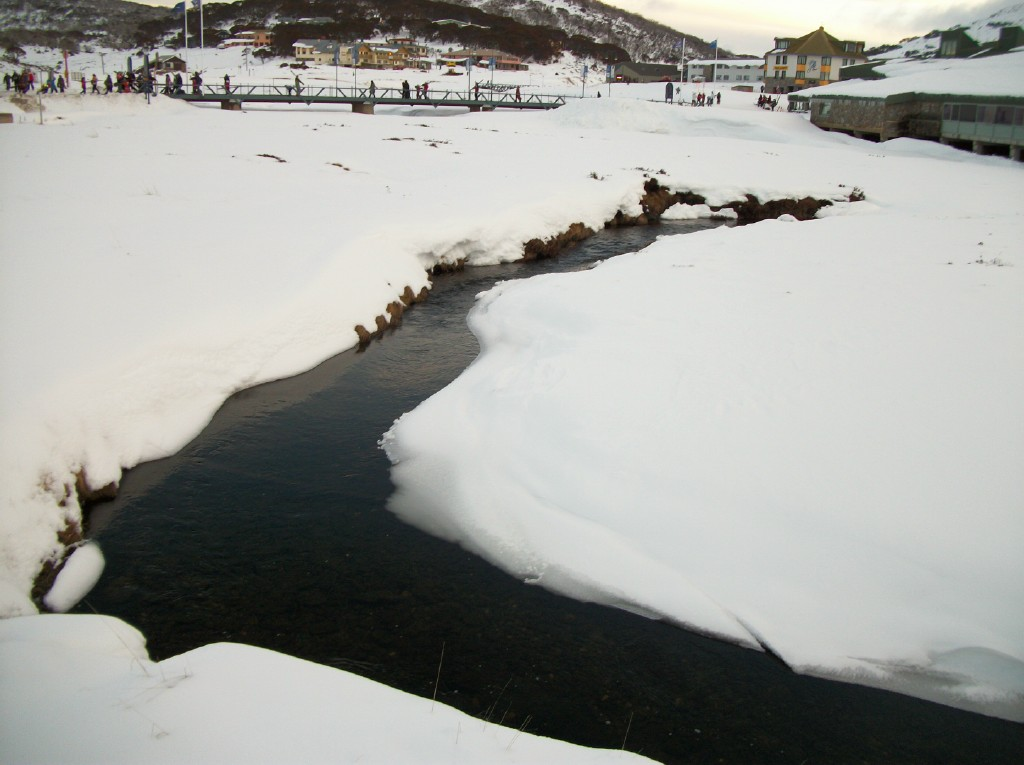
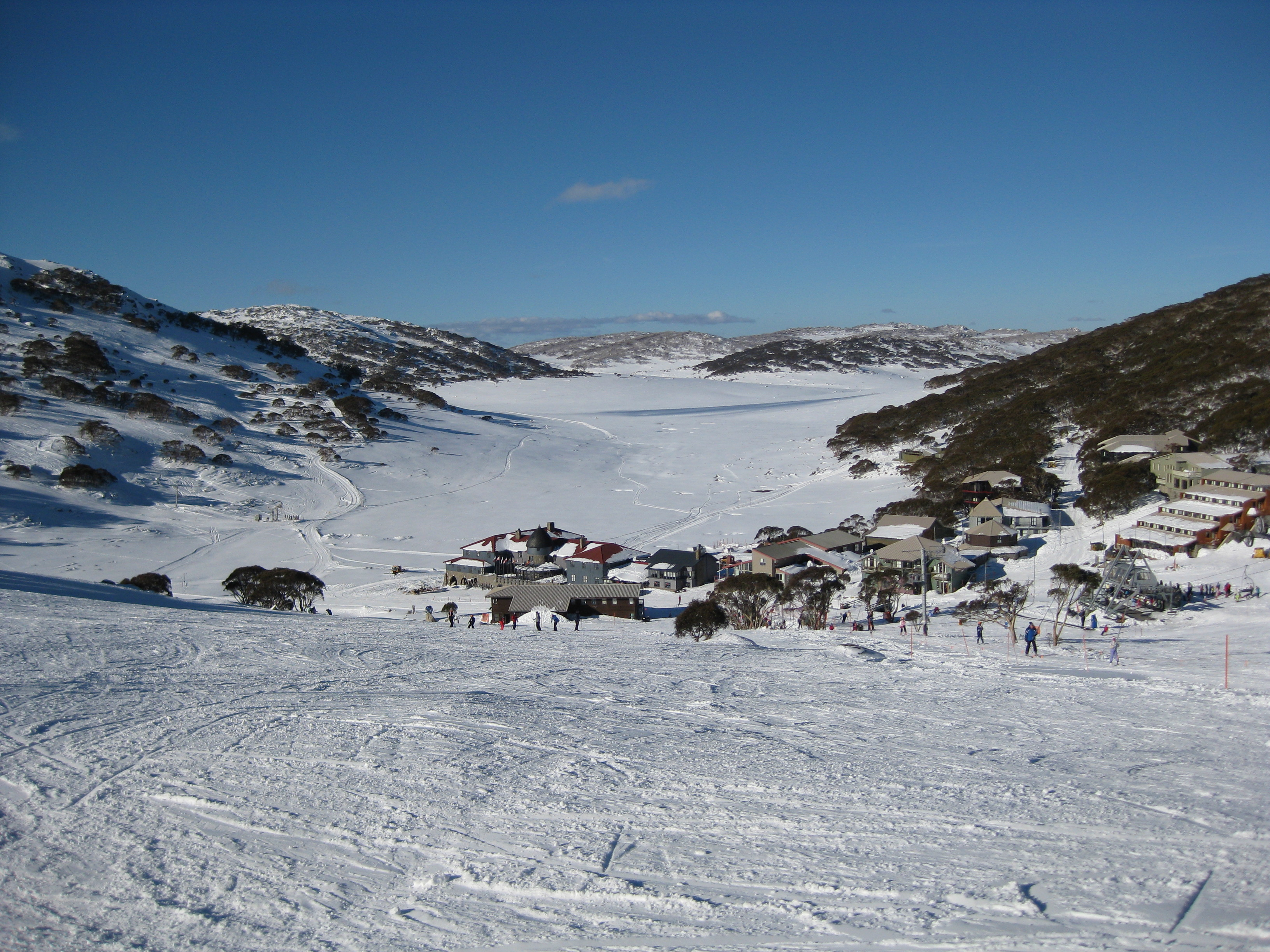
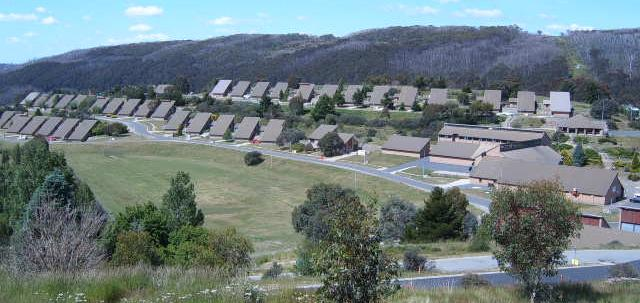